# Баре (Косовска Митровица)
Баре (алб. Bare) су насеље у општини Косовска Митровица, Косово и Метохија, Република Србија.

## Географија
Село у горњем току Ракитнице, Барске реке, у подножју Чуке, Ланишког брда и Главеја. У међама села су: Ибишева воденица на Ракитници, Козарица, Главејска – Клисурска река, Црква иза Зида, Голубији крш, Трепчанска чука, Бонов лаз, Каменита превија.

## Историја
Село Баре забележено је 1768, 1773. и 1789. године у катастиху манастира Девича. У селу има трагова старог рударства. У Жујовића мали је место Гогина пекара. Неки Гога (Цинцарин) држао је на том месту пекарску радњу. У Даутовој долини је „сватовско гробље“. Овде су се срели српски сватови. У свађи око првенства проласка путем свадбари су се потукли и сви изгинули. Покопани су на месту погибије. Два највећа надгробника обележавају гробове невеста. Недалеко од гробља, y ливади, има бунар „од бир–земана“. Од Цркве, иза Зида, су оронули зидови – неке цркве. После Велике сеобе долазе Арбанаси, католици из Фанде у Северној Албанији. У селу су затекли раније досељене Херцеговце. Сви Херцеговци одржали су се у селу до краја 18. века, кад су се одселили на север.

## Порекло становништва по родовима
Сада су у селу сами помухамедањени Арбанаси.
- Жујовић – Исуфовит (3 куће).
- Ћоровић (4 куће).
- Садиковић (4 куће).
- Диковић (4 куће).

Године 1921. у селу су 47 домаћинстава са 334 члана. 1948 – 73 домаћинства са 603 члана.

## Демографија
| Демографија | Демографија | Демографија |
| Година      | Становника  | Становника  |
| ----------- | ----------- | ----------- |
| 1921.       | 334         |             |
| 1948.       | 603         |             |
| 1953.       | 683         |             |
| 1961.       | 704         |             |
| 1971.       | 816         |             |
| 1981.       | 1.037       |             |
| 1991.       | 1.313       |             |